# Сердюк Роман Володимирович
Роман Володимирович Сердю́к (26 квітня 1928, Полтава — пом. 23 липня 1993, Керч) — український скульптор; член Спілки радянських художників України. Заслужений художник УРСР з 1985 року.

## Біографія
Народився 26 квітня 1928 року в Полтаві. 1951 року закінчив Кримське художнє училище імені Миколи Самокиша у Сімферополі, де навчався у Клавдії Федчук, Леоніда Смерчинського.
Мешкав у місті Керчі в будинку на вулиці Азовській, № 17, квартира № 44. Помер 23 липня 1993 року.

## Роботи
Працював в галузі станкової та монументальної скульптури. Серед робіт:
- «Перехід через Сиваш» (1957);
- погруддя Максима Горького (1959);
- «Кримчанка» (I960);
- «Слово партії»/«Будівельниця» (1961);
- «Обпалений Аджимушкай» (1964);
- «Аджімушкайці» — рельєф на могилі воїнів підземного гарнізону у Керчі (1965);
- погруддя Тараса Шевченка (1966);
- погруддя Олександра Пушкіна (1966);
- декоративні вставки в ресторані «Керч» (1970);
- погруддя І. Боголюбова (1972);
- погруддя Якова Басова (1972);
- «Комісар» (1982);
- композиція «Керченський грифон» (1987);
- погруддя Олега Грачова (1988).

Брав участь в українськиї республіканських виставках з 1957 року.